# Inocellia fujiana
Inocellia fujiana is een kameelhalsvliegensoort uit de familie van de Inocelliidae. De soort komt voor in de Volksrepubliek China.
Inocellia fujiana werd voor het eerst wetenschappelijk beschreven door C.-k. Yang in 1999.